# Holoplatys queenslandica
Holoplatys queenslandica är en spindelart som beskrevs av Zabka 1991. Holoplatys queenslandica ingår i släktet Holoplatys och familjen hoppspindlar. Inga underarter finns listade i Catalogue of Life.